# Brian Calabrese
Brian Calabrese Tantucci (Arteaga, provincia de Santa Fe, Argentina; 17 de abril de 1996) es un futbolista argentino. Juega de delantero y su equipo actual es Ciudad Bolívar del Torneo Federal A.

## Trayectoria
En junio de 2024, se convirtió en jugador de Ciudad Bolívar del Torneo Federal A.

## Clubes
| Club                      | País                 | Año         | PJ | Goles |
| ------------------------- | -------------------- | ----------- | -- | ----- |
| Central Córdoba (Rosario) | Argentina            | 2014        | 1  | 0     |
| General Rojo              | Argentina            | 2015        | 8  | 1     |
| Olimpo                    | Argentina            | 2016        | 0  | 0     |
| Ferro Carril Oeste (GP)   | Argentina            | 2017-2022   | 0  | 0     |
| Atlético Pantoja          | República Dominicana | 2017-2018   | -  | -     |
| Mirbat                    | Omán                 | 2019-2020   | -  | -     |
| Villa Mitre               | Argentina            | 2021        | 2  | 0     |
| Walter Ferretti           | Nicaragua            | 2021        | 21 | 18    |
| San Carlos                | Costa Rica           | 2022        | 9  | 2     |
| Águila                    | El Salvador          | 2022        | 3  | 1     |
| Guanacasteca              | Costa Rica           | 2022        | 7  | 1     |
| Managua                   | Nicaragua            | 2023        | 19 | 9     |
| Academia Cantolao         | Perú                 | 2023        | 14 | 2     |
| Victoria                  | Honduras             | 2024        | 5  | 0     |
| ADA de Jaén               | Perú                 | 2024        | 5  | 0     |
| Ciudad Bolívar            | Argentina            | 2024 - Act. | 8  | 1     |

## Palmarés

### Torneos nacionales
| Título            | Club            | País      | Año  |
| ----------------- | --------------- | --------- | ---- |
| Copa de Nicaragua | Walter Ferretti | Nicaragua | 2021 |